# Кобилка двокрапкова
Кобилка двокрапкова (Chorthippus biguttulus) — вид прямокрилих комах родини саранових (Acrididae).

## Опис
Тіло самця завдовжки 12-17 мм, самиці — 15-22 мм. Забарвлення мінливе — від сірувато-коричневого до зеленого. Черевце з темними та світлими поперечними смугами. Кінець черева самця забарвлений у червоний колір. Від близьких видів C. brunneus та C. mollis відрізняється вокалізацією самця.

## Поширення
Кобилка зустрічається по всій Європі, Північній Африці (Марокко) та помірній Азії на схід до Китаю та Японії. Мешкає в сухих місцях — на сонячних узліссях, лугах, покосах, узбіччях доріг тощо.

## Спосіб життя
Комаха живиться різними травами. Самиці відкладають яйця поштучно в землю.